# Zelotes plumiger
Zelotes plumiger är en spindelart som först beskrevs av Ludwig Carl Christian Koch 1882.  Zelotes plumiger ingår i släktet Zelotes och familjen plattbuksspindlar. Inga underarter finns listade i Catalogue of Life.